# 2160 Spitzer
För andra betydelser, se Spitzer.
2160 Spitzer eller 1956 RL är en asteroid i huvudbältet, som upptäcktes 7 september 1956 av Indiana Asteroid Program vid Indiana University Bloomington med Goethe Link Observatory. Asteroiden har fått sitt namn efter Lyman Spitzer.
Asteroiden har en diameter på ungefär 13 kilometer och den tillhör asteroidgruppen Koronis.